# Fissuratidiplosis stylaris
Fissuratidiplosis stylaris är en tvåvingeart som beskrevs av Fedotova 2004. Fissuratidiplosis stylaris ingår i släktet Fissuratidiplosis och familjen gallmyggor. Inga underarter finns listade i Catalogue of Life.